# Airbus Commercial Aircraft

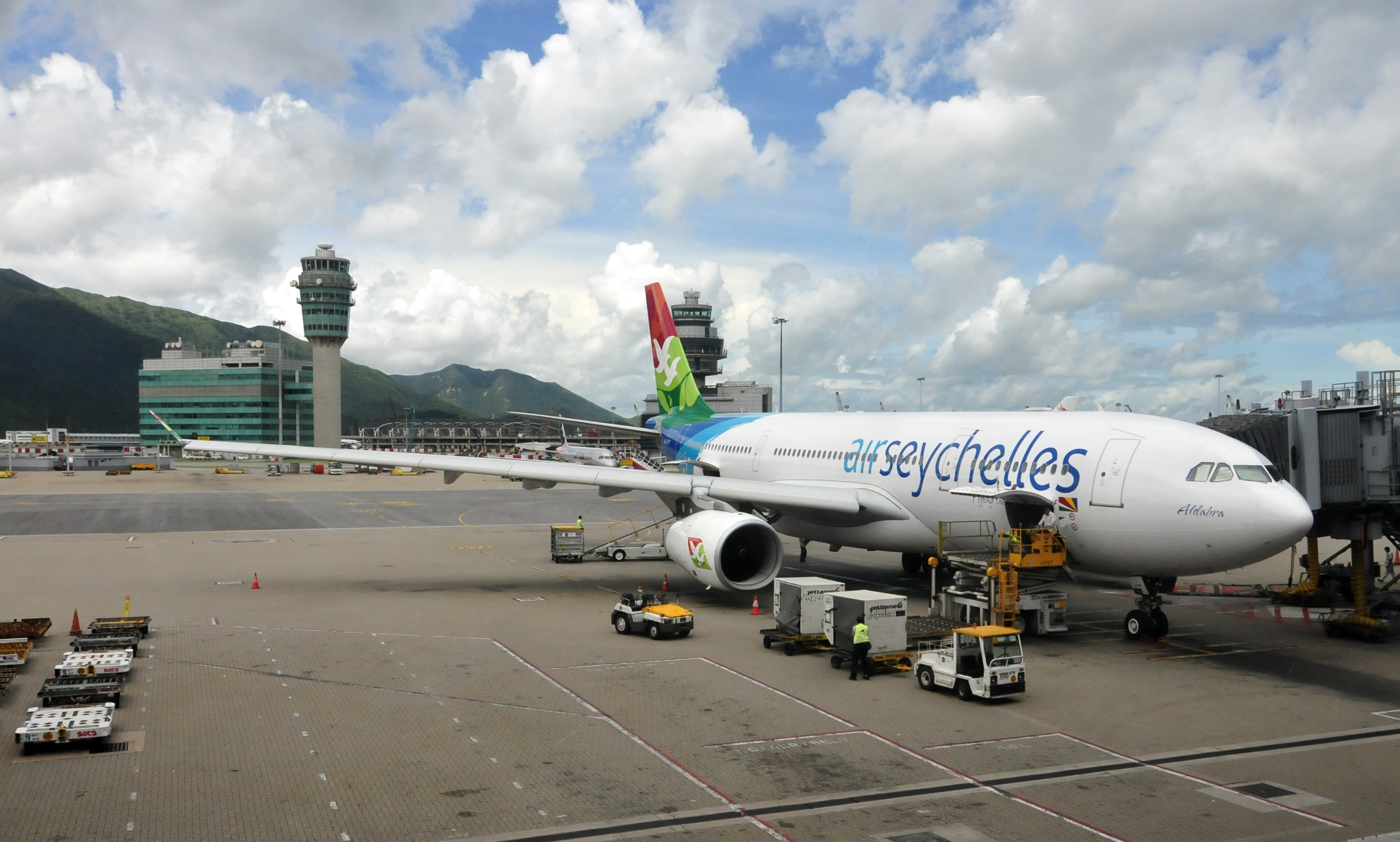
Airbus A330-200

Airbus Commercial Aircraft або Aibus Operations (фр.: [ɛʁbys] ( прослухати), укр. Ерб́юс, англ. вимова: [ˈɛərbʌs] — укр. Еербас) — одна з найбільших авіабудівних компаній, що виготовляє однойменні пасажирські, вантажні, військово-транспортні літаки. Штаб-квартира компанії розташована у місті Бланьяк, Тулуза, Франція.

## Керівництво

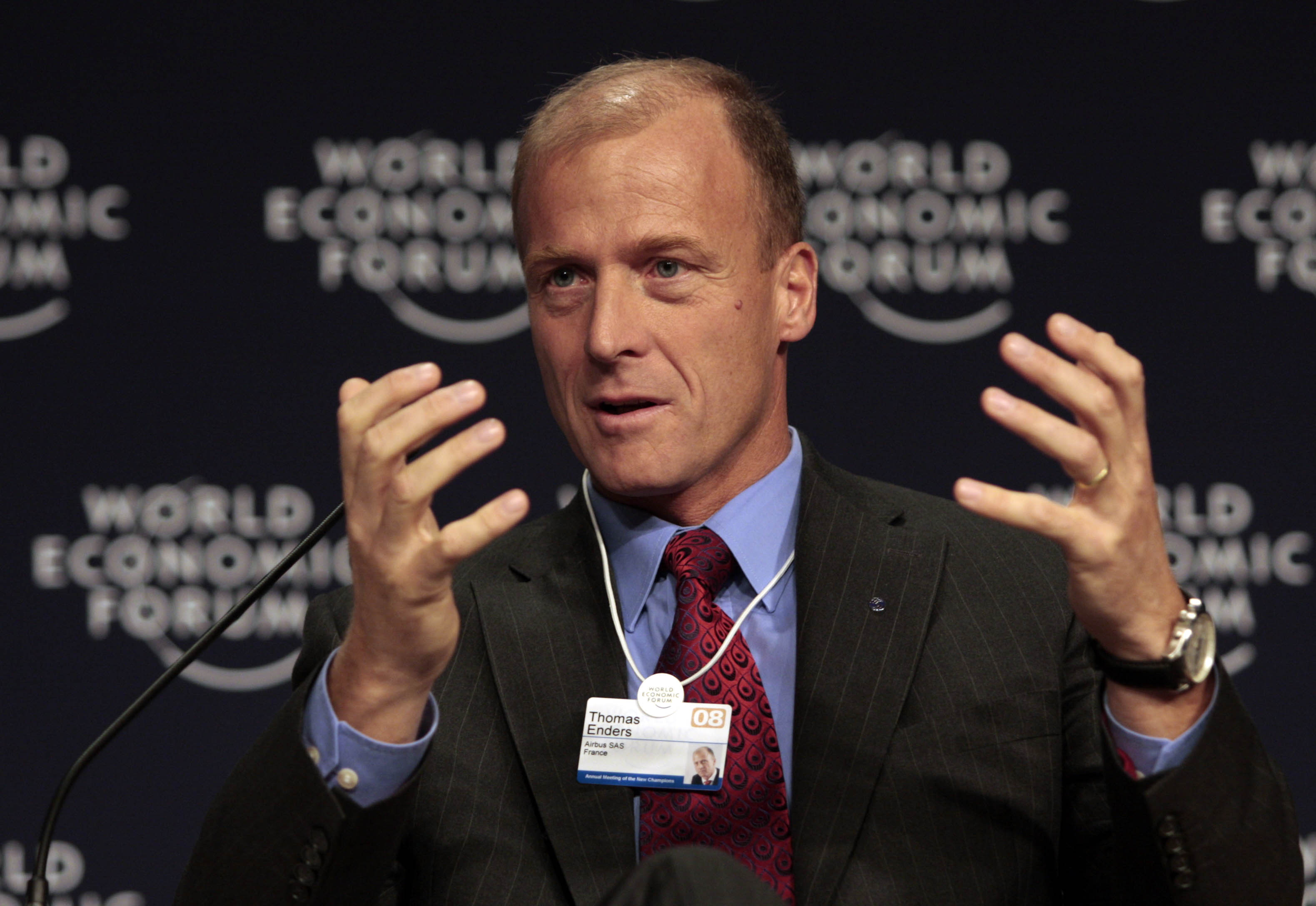
Том Ендерс

|  | Aérospatiale (Formed 1970) |
|  |                            |
|  | Matra (Засн. 1937)         |
|  |                            |

|  | Daimler-Benz                            |
|  |                                         |
|  | MTU München (Засн. 1934)                |
|  |                                         |
|  | Dornier Flugzeugwerke (Засн. 1922)      |
|  |                                         |
|  | Messerschmitt-Bölkow-Blohm (Засн. 1968) |
|  |                                         |

|  | Aérospatiale (Formed 1970) |
|  |                            |
|  | Matra (Засн. 1937)         |
|  |                            |

|  | Daimler-Benz                            |
|  |                                         |
|  | MTU München (Засн. 1934)                |
|  |                                         |
|  | Dornier Flugzeugwerke (Засн. 1922)      |
|  |                                         |
|  | Messerschmitt-Bölkow-Blohm (Засн. 1968) |
|  |                                         |

Єдиним акціонером Airbus є компанія EADS. До грудня 2006 року 20 % акцій належало британській BAE Systems. Цей пакет EADS викупила за 2,75 млрд євро.
Сьогодні очільником Airbus є Том Ендерс.

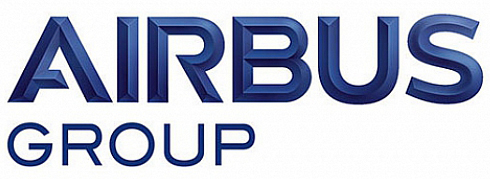
2014–2017
2017–

## Діяльність

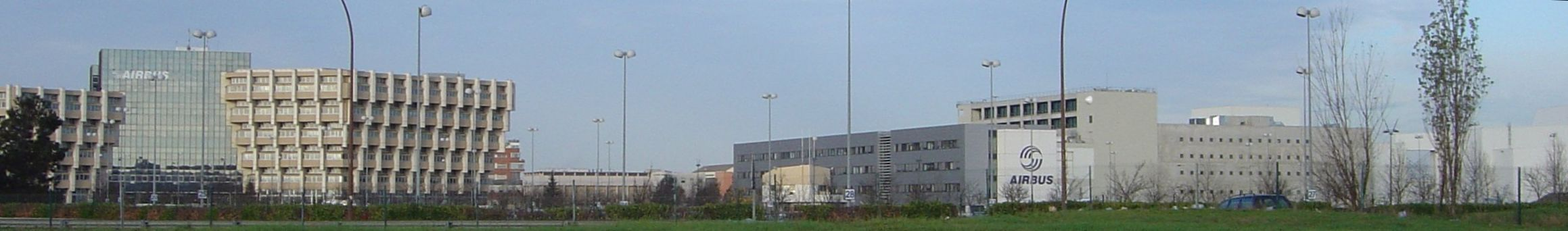
Завод Airbus у Тулузі

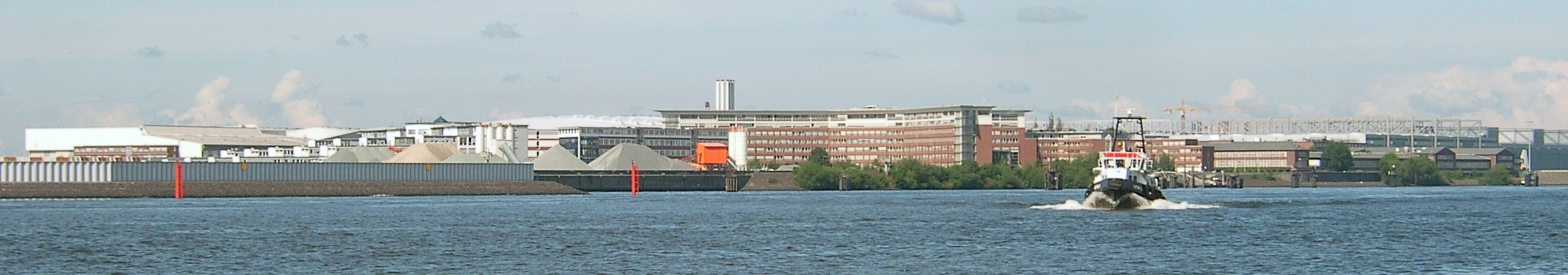
Завод Airbus у Гамбурзі

Штат співробітників Airbus становить приблизно 50 тис. осіб і зосереджений у 4 європейських країнах: Франції, Німеччині, Великій Британії, Іспанії. Фінальний збір продукції здійснюється на заводах компанії у Тулузі та Гамбурзі.
2006 року компанія отримала замовлення на постачання 842 нових лайнерів сумарною вартістю $75,1 млрд. Всього за 2006 рік Airbus поставила 434 машини. 2007 року портфель замовлень зріс до 1341 літака.

### Конкуренція з Boeing

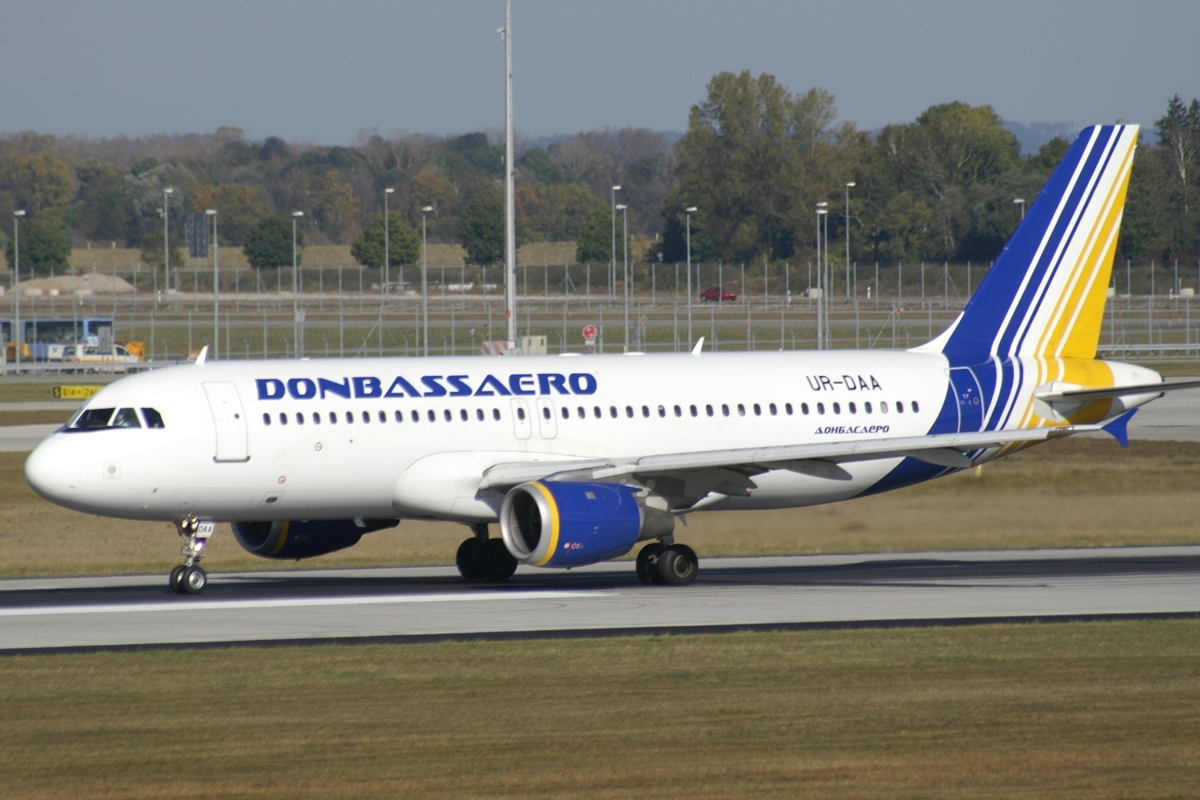
Літак A320 компанії ДонбасАеро

Boeing та Airbus є найбільшими виробниками цивільних літаків у світі та водночас глобальними конкурентами один для одного.
- Літаки B-737 та A320. Середньої місткості для авіаліній середньої дальності. Кожний тип має кілька модифікацій. В останні роки A320 продаються у більших обсягах у порівнянні із B-737.[8][9]

|       | 2008 | 2007 | 2006 | 2005 | 2004 | 2003 | 2002 | 2001 | 2000 | 1999 | 1998 | 1997 | 1996 | 1995 | 1994 | 1993 | 1992 | 1991 | 1990 |
| A320  | 167  | 367  | 339  | 289  | 233  | 232  | 236  | 257  | 241  | 222  | 168  | 127  | 72   | 56   | 64   | 71   | 111  | 119  | 58   |
| B-737 | 120  | 330  | 302  | 212  | 202  | 173  | 223  | 299  | 281  | 320  | 281  | 135  | 76   | 89   | 121  | 152  | 218  | 215  | 174  |

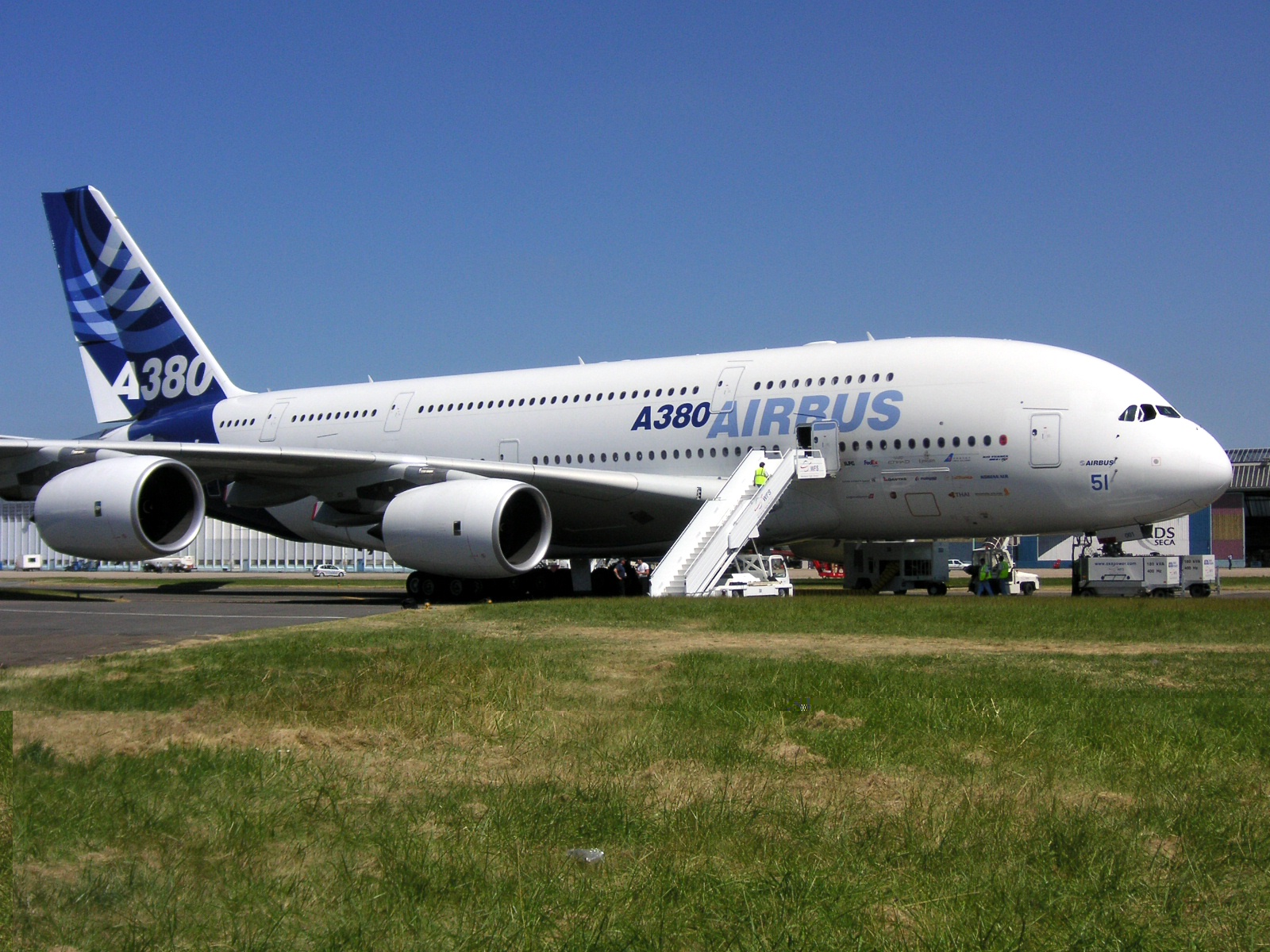
Літак A380 компанії Paris Air

- Літаки B-747 та A380. Великої місткості, для авіаліній середньої та великої дальності польотів. Азійські авіакомпанії, традиційні користувачі B-747, є основними замовниками А380. Сьогодні B-747 будуються у кількості не більше 10 штук на рік, однак портфель замовлень на A380 постійно збільшується.[10][11]

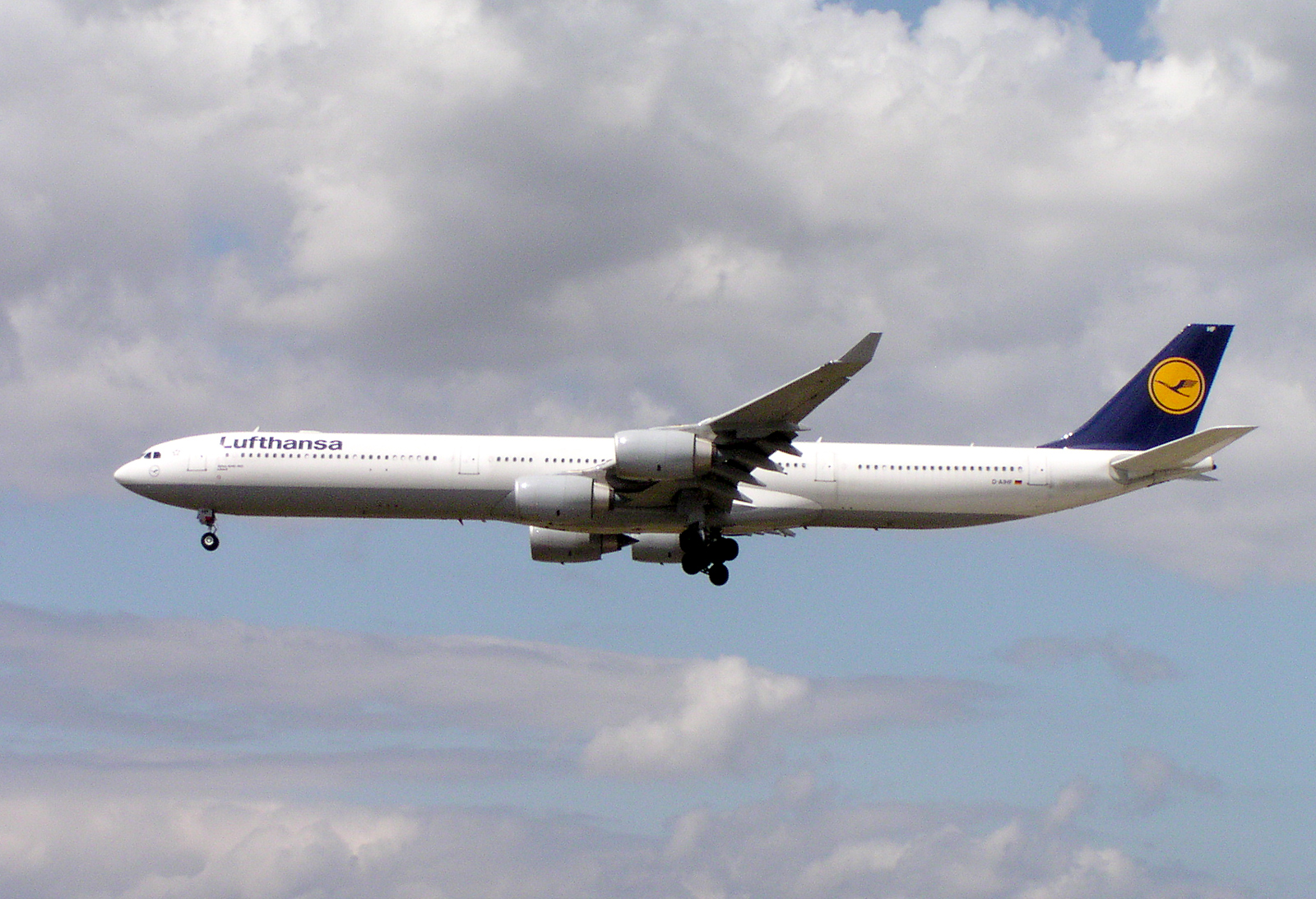
Літак A340 компанії Lufthansa

- Літаки B-767 та A330. Літак Airbus виявився комерційно успішнішим в останні роки.[10][11]

|       | 2008 | 2007 | 2006 | 2005 | 2004 | 2003 | 2002 | 2001 | 2000 | 1999 | 1998 | 1997 | 1996 | 1995 | 1994 |
| A330  | 28   | 68   | 62   | 56   | 47   | 31   | 42   | 35   | 43   | 44   | 23   | 14   | 10   | 30   | 9    |
| B-767 | 3    | 12   | 12   | 10   | 9    | 24   | 35   | 40   | 44   | 44   | 47   | 42   | 43   | 37   | 41   |

Обидві компанії планують вивести на ринок нові модифікації літаків (B-787 та A350). Компанія Boeing обіцяла поставити перший літак замовнику вже у 2009 році.
- Літаки B-777 та A340. Ці літаки з'явились на ринку одночасно. Проте завдяки більшій паливній ефективності B-777, американська компанія продала вдвічі більше машин, ніж її європейський конкурент.[8][10]

|       | 2008 | 2007 | 2006 | 2005 | 2004 | 2003 | 2002 | 2001 | 2000 | 1999 | 1998 | 1997 | 1996 | 1995 | 1994 | 1993 |
| ----- | ---- | ---- | ---- | ---- | ---- | ---- | ---- | ---- | ---- | ---- | ---- | ---- | ---- | ---- | ---- | ---- |
| B-777 | 26   | 75   | 65   | 40   | 36   | 39   | 47   | 61   | 55   | 83   | 74   | 59   | 32   | 13   | 0    | 0    |
| A-340 | 4    | 11   | 24   | 24   | 28   | 33   | 16   | 22   | 19   | 20   | 24   | 33   | 28   | 19   | 25   | 22   |

## Продукція
Модельний ряд продукції Airbus почався з двохдвигунового літака A300. Вкорочений його варіант відомий як A310. Через недостатній успіх моделі A300, Airbus почав розробку проекту A320 з інноваційною системою управління fly-by-wire. A320 став справжнім великим комерційним успіхом компанії.
A318 та A319 є вкороченими модифікаціями А320, які із деякими змінами Airbus пропонує для ринку корпоративних реактивних літаків, так звані, Airbus Corporate Jet. Подовжена версія А320 відома як A321 і конкурує із моделями Boeing 737, що були розроблені пізніше.
Натхненне успіхом сімейства А320, керівництво компанії Airbus розпочинає розробку сімейства ще бі́льших авіалайнерів. Так з'явились двохдвигуновий A330 та чотирьохдвигуновий A340. Одною із ключових особливостей нових літаків є нова конструкція крила: воно має більшу відносну товщину, що збільшує його конструктивну ефективність та внутрішній об'єм для палива. Аеробус A340-500 має дальність польоту 16́700 км. Це другий результат за дальністю серед комерційних реактивних літаків після Boeing 777, дальність якого становить 17́446 км. Так, A340 поступається за попитом своєму аналогові від Boeing.
Новітня розробка компанії Airbus — це літак Airbus A350. Він є результатом глибинної переробки A330 і має на меті конкурувати із Boeing 787. Та аеробус вже викликає критику експертів авіації, вони вважають його неконкурентоспроможним у порівнянні із машиною Boeing'а.

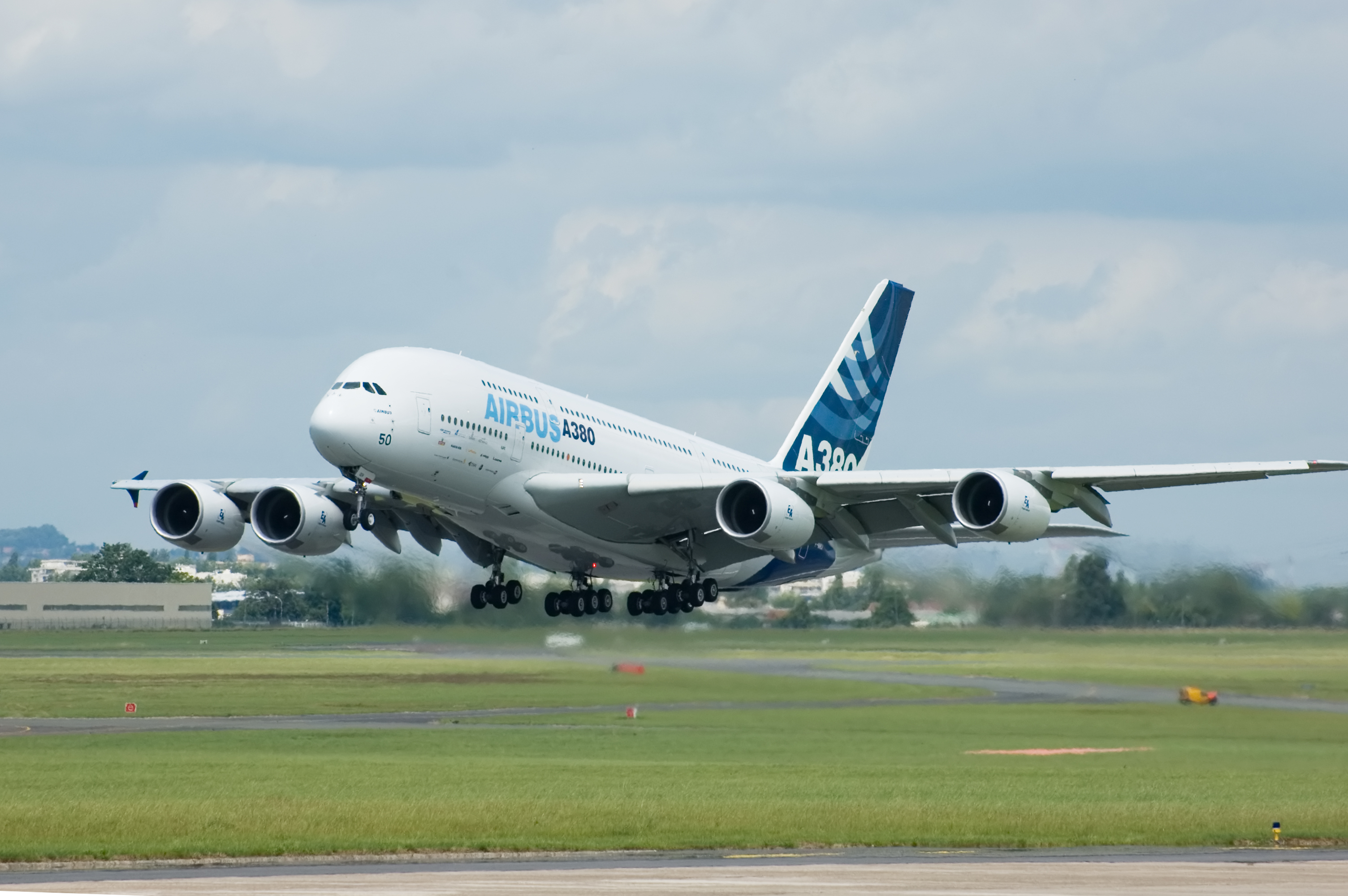
A380 на Paris Air Show 2007

15 жовтня 2007 року Airbus здійснив перше постачання серійного екземпляра свого нового пасажирського лайнера А380, що наразі не має аналогів у світі, авіакомпанії Singapore Airlines. це сталося на два роки пізніше запланованого строку через проблеми з електропроводкою.
Цей літак може здійснювати перельоти на відстань до 15 тисяч км, перевозити 525 пасажирів регулярними рейсами та до 823 осіб у чартерному варіанті за умови, що салон повністю укомплектований у економ-класі. Розмах крил А380 сягає 80 м, а довжина фюзеляжу — 73 м. Крім того, він споживає менше палива у перерахунку на одного пасажира, ніж його попередники. Вартість найбільшого у світі пасажирського лайнера у стандартній комплектації складає 320 млн доларів.
Перший переліт А380 здійснив 8 квітня 2008 року рейсом «Дубай—Нью-Йорк» із 500 пасажирами на борту і приземлився у міжнародному аеропорті ім. Кенеді. Переліт тривав 12,5 годин. Компанія Emirates уже замовила 58 машин Airbus A380. Крім того, авіакомпанія домовилась про постачання ще 60 літаків — по тридцять A330 та Airbus A350.
В Липні 2018 року Zephyr S, безпілотник від Airbus, провів у стратосфері рекордних 14 днів 22 хвилини та 8 секунд. В червні 2022 року він розпочав політ тривалістю понад 26 днів. За цей час він виконав тривалий політ над випробувальними полігонами у Штатах, подолав шлях з Аризони до Белізу й назад, тощо.
У кінці вересня 2020 року Airbus представив свою концепцію авіації без викидів парникових газів. Компанія презентувала три пасажирські літаки, які використовують рідкий водень замість гасу.

#### Двигуни
| Код | Виробник                                                                                |
| --- | --------------------------------------------------------------------------------------- |
| 0   | General Electric (GE)                                                                   |
| 1   | CFM International (GE та SNECMA)                                                        |
| 2   | Pratt & Whitney (P&W)                                                                   |
| 3   | International Aero Engines (P&W, R-R, MTU, Kawasaki, Mitsubishi, та IHI)                |
| 4   | Rolls-Royce (R-R)                                                                       |
| 5   | CFM International (GE та SNECMA/Safran) (CFM International LEAP-1A для A320 NEO Family) |
| 6   | Engine Alliance (GE та P&W)                                                             |
| 7   | Pratt & Whitney (P&W) (Pratt & Whitney PW1100G для A320 NEO)                            |

### Замовлення
| Модель   | Замовлення |
| -------- | ---------- |
| A220     | 402        |
| A300     | 561        |
| A310     | 255        |
| A320ceo* | 8 136      |
| A320neo* | 6 140      |
| A330ceo* | 1 491      |
| A330neo* | 224        |
| A340*    | 377        |
| A350*    | 890        |
| A380     | 331        |
| Разом    | 18 807     |

* Разом.
Станом на 2018.

## Структура

#### Комерційні замовлення
- EADS Sogerma
- Airbus Executive and Private Aviation

#### Оборонна промисловість
- Airbus Defence and Space[16]

- EADS 3 Sigma

- Airbus Military

#### Гелікоптери
- Airbus Helicopters, раніше Eurocopter.

### Підрозділи
- Airbus Group Inc.
- Airbus Transport International
- Stelia Aerospace
- Testia
- HENSOLDT
- EADS EFW
- Dornier Consulting
- Premium AEROTEC[17]
- Airbus APWorks[18]
- Tesat-Spacecom
- CRISA
- Satair
- NAVBLUE INC

#### Спільні виробництва
| Назва                                        | Доля   | Опис                                             |
| -------------------------------------------- | ------ | ------------------------------------------------ |
| Dassault Aviation                            | 10%    | виробник Dassault Rafale та Dassault Mirage 2000 |
| Eurofighter GmbH                             | 46%    | виробник Eurofighter Typhoon                     |
| MBDA                                         | 37,5%  |                                                  |
| ArianeGroup                                  | 50%    | виробник Ariane 5 та Ariane 6                    |
| Arianespace                                  | 30%    |                                                  |
| ATR                                          | 50%    |                                                  |
| CSeries Aircraft Limited Partnership (CSALP) | 50,01% | Bombardier CSeries                               |